# Neurolaena intermedia
Neurolaena intermedia là một loài thực vật có hoa trong họ Cúc. Loài này được Rydb. mô tả khoa học đầu tiên năm 1927.